# Papa's Got a Brand New Bag
Singles de James Brown
This Old Heart
(1965) I Got You (I Feel Good)
(1965)
Papa’s Got a Brand New Bag est un single écrit et interprété par James Brown. Sortie en 1965, la chanson est souvent considérée comme précurseur ou fondateur du genre musical funk.
Sorti en single en deux parties en 1965, c'est la première chanson de James Brown à atteindre le Top 10 du Billboard Hot 100, culminant au no 8, et est classé no 1 du palmarès Rhythm and Blues Singles, en tête des charts pendant huit semaines.
Renforçant les innovations rythmiques d'enregistrements antérieurs de James Brown tels que I've Got Money et Out of Sight, Papa's Got a Brand New Bag est considéré comme précurseur dans l'émergence de la musique funk en tant que style distinct. Son groupe offre une nappe de cuivres avec un rythme proéminent et un riff de guitare électrique. Le chanteur et les musiciens accordent une importance primordiale au premier temps de chaque mesure. La chanson est le premier enregistrement de Brown avec Jimmy Nolen à la guitare.
Les paroles du titre « Papa's got a brand new bag » peuvent être traduites en Papa a un nouveau centre d'intérêt, une nouvelle manière de faire.  
L'enregistrement de Papa's Got a Brand New Bag est accéléré pour sa sortie en single, intensifiant le tempo et augmentant la hauteur d'un demi-degré. En 1991, l'enregistrement original inédit paraît à sa vitesse d'origine sur le coffret Star Time. La piste comprend des discussions en studio, avec Brown criant d'une voix rauque (et prémonitoire) « This is a hit! » juste avant l'intro.
En 2021, le magazine américain Rolling Stone classe la chanson en 34e position dans sa liste des « 500 plus grandes chansons de tous les temps ». Elle est la 8e meilleure chanson de 1965 selon Acclaimed Music.

## Personnel
- James Brown : chant

with the James Brown Orchestra
- Maceo Parker : saxophones alto et baryton
- Nat Jones : saxophone alto et orgue
- St. Clair Pinckney, Eldee Williams et Al "Brisco" Clark : saxophone ténor
- Ron Tooley et Joe Dupars : trompette
- Levi Rasbury et Wilmer Milton : trombone
- Jimmy Nolen : guitare électrique
- Sam Thomas ou Bernard Odum : guitare basse
- Melvin Parker : batterie

## Reprises
- En 1965, Buddy Guy joue la chanson lors de la tournée européenne American Folk Blues Festival. La chanson n'est pas sur le disque mais figure dans le film issu de la tournée.
- En 1968, Atco Records sort, à titre posthume, un single d'Otis Redding extrait de l'album live In Person at the Whisky a Go Go.
- En 1974, The Residents enregistre une version en allemand pour l'album Third Reich N Roll.
- En 1995, Jimmy Smith interprète une version instrumentale sur son album Damn!.